# Hans Christian Lumbye

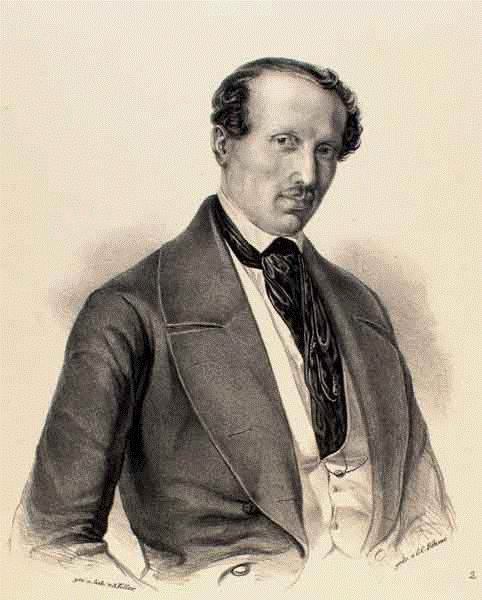
Hans Christian Lumbye

Hans Christian Lumbye (* 2. Mai 1810 in Kopenhagen; † 20. März 1874 ebenda) war ein dänischer Kapellmeister und Komponist.

## Leben

### Lumbyes Kindheit
Lumbyes Vater, Rasmus Hansen Lumbye, war Soldat und kam aus dem Dorf Lumbye (heute Lumby) nördlich von Odense. Als Hans Christian geboren wurde, wohnte die Familie schon in Kopenhagen. Als Hans Christian sechs Jahre alt war, wurde sein Vater mit seiner Kompanie im Winter 1816 nach Randers versetzt. Während der Überfahrt von Seeland nach Fünen wurde der Junge angeblich krank und sein Gehör soll geschädigt worden sein. Das soll später dazu geführt haben, dass Lumbye als älterer Mann sehr schwerhörig wurde.

### Der Militärmusiker
In Randers lernte Hans Christian Lumbye das Geigenspiel. 1821, als er elf Jahre alt war, wurde Lumbyes Vater wieder versetzt, diesmal nach Odense. Hier lernte Lumbye das Trompetenspiel und wurde als 14-Jähriger Militärmusiker. Der Stadtmusiker wurde aufmerksam auf sein Talent und unterrichtete ihn in Musiktheorie. Lumbye begann bald danach selber kleine Lieder und Märsche zu komponieren. 1829 ersuchte er um Versetzung nach Kopenhagen, dort wurde er Trompeter beim Dragonerregiment.

### Lumbyes Orchester
Wenn Lumbye dienstfrei hatte, spielte er unter der Leitung von Kopenhagens führendem Stadtorchesterleiter Füssel zum Tanz auf. Er arbeitete weiter als Komponist und schrieb eine Menge Tanzmusik. Nach und nach wurde Lumbye ein gefragter Orchesterleiter bei Bällen und Festen in den vornehmen Kreisen Kopenhagens. 
Es kam zu einer entscheidenden Wende in seiner Produktion, als ein österreichisches Orchester aus der Steiermark die Kopenhagener mit den Werken des Joseph Lanner und des Johann Strauss (Vater) bekanntmachte; diese Werke wurden schnell sehr beliebt. Lumbye nahm die Herausforderung an, und bald komponierte und spielte er im neuen Stil. Das gefiel dem wählerischen Publikum, und Lumbye wurde ein sehr beliebter Mann.

### Familie und Lebensende

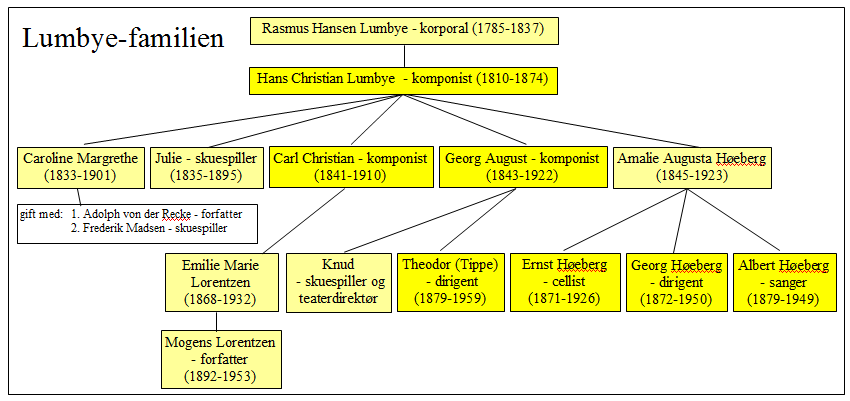
Stammbaum der Familie Lumbye (dänisch)

Lumbye heiratete Georgine 1832. Sie bekamen zwei Söhne, Carl und Georg, und drei Töchter, Caroline, Julie und Amalie. Sein Sohn Carl Lumbye (* 9. Juli 1841 in Kopenhagen; † 10. August 1910), der ebenfalls Tanzmusik komponierte, übernahm die Kapelle seines Vaters. Ihm folgte 1891 sein jüngerer Bruder Georg Lumbye (* 26. August 1843 in Kopenhagen; † 1922 in Kopenhagen). Dieser komponierte etliche Vaudevilles, Schauspielmusiken sowie die Operette Die Hexenflöte (1869). Die Töchter Caroline und Julie wurden Schauspielerinnen, und Caroline konnte auch komponieren und Texte schreiben.
Mehrere seiner Nachkommen machten sich im Musikleben bemerkbar. Sein Enkelsohn, Georg Høeberg, wurde Dirigent der Königlichen Kapelle, und ein zweites Enkelkind, Tippe Lumbye, dirigierte das Tivoliorchester. Der Opernsänger Georg Høeberg (1879–1949) war ebenfalls sein Enkelsohn. Die Enkelin Emilie Marie Lumbye (1868–1944) heiratete den Arzt Carl Lorentzen (1860–1932).
Im Jahre 1872 musste Lumbye als Orchesterleiter und Dirigent aufhören, denn er war geschwächt und schwerhörig. Im Mai 1873 dirigierte er zum letzten Mal seinen Champagner-Galopp bei einem Konzert – sitzend.
Hans Christian Lumbye starb 1874 im Alter von 63 Jahren in der dänischen Hauptstadt Kopenhagen. Seine letzte Ruhestätte befindet sich auf dem dortigen Holmens Kirkegård.

### Der Tivoli
1843 wurde der Vergnügungspark im Herzen Kopenhagens, der Tivoli, eröffnet. Lumbye war von Anfang an dabei. Der Mann, der die Idee zum Vergnügungspark hatte, hieß Georg Carstensen. Er legte den Vergnügungspark auf den alten Stadtwällen außerhalb Kopenhagens an, das seitdem so stark gewachsen ist, dass der Tivoli nun in der Stadtmitte liegt.
Im Konzertsaal des Tivoli spielte Lumbye mit seinem Orchester vom Frühjahr bis zum frühen Herbst. Wenn der Tivoli für den Winter geschlossen war, spielte Lumbye mit seinem Orchester in Kopenhagens Theatern und bei Festen in der besseren Gesellschaft Kopenhagens, oder sie machten Konzerttourneen durch ganz Dänemark oder ins Ausland.
1847 hat der Orchesterleiter Füssel gegen Lumbye und die Direktion des Tivoli Klage erhoben. Füssel meinte, dass er das Alleinrecht auf die Tanzmusikproduktion in Kopenhagen habe. Füssel verlor seine Klage, und Lumbye setzte seinen Erfolg fort. Sein Orchester wurde immer größer und angesehener; es nahm auch leichtere symphonische Musik ins Programm, und Lumbyes Musiker machten den Grundstamm im Orchester des Kopenhagener Musikvereins seit 1850 aus. Dieses Orchester stand unter Leitung von Niels Wilhelm Gade.
Während der Wintermonate 1844 bis 1846 besuchte Lumbye mit seinem Orchester Paris, Wien und Berlin. 1850 verbrachte er fünf Monate in Sankt Petersburg, wo er in der populären Mineralwasser-Anstalt von Johann Luzius Isler auftrat. Später besuchte er wieder Paris, Berlin und Hamburg sowie auch Schweden. Auch die größeren Städte Dänemarks wurden besucht. 
Lumbyes Orchester existiert heute noch; im Sommer heißt es Symphonieorchester des Tivoli und im Winter Seelands Symphonieorchester.

## Werk
Lumbye hat mehr als 700 Musikstücke geschrieben. Er gehört zu den ganz wenigen dänischen Komponisten, deren Musik im Ausland bekannt ist und gespielt wird. Wo die Strauß-Familie und Joseph Lanner in Wien meistens Walzer schrieben, komponierte Lumbye eine Menge Galoppe, Mazurken, Polkas und Märsche. Darüber hinaus schrieb er auch längere Divertissements und Phantasien. Er komponierte auch Ballettmusik für das königliche Theater und Musik für Schauspiele, z. B. Stücke von Hans Christian Andersen.
Lumbye war schnell und aktuell. Er schrieb Musik, wenn etwas Außergewöhnliches in der Stadt passierte, komponierte zu Ehren der königlichen Familie oder anderer Prominenter. Fast Hundert seiner Melodien haben weibliche Vornamen als Titel.

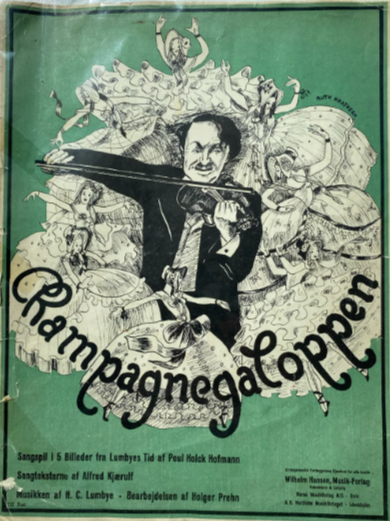
Champagner-Galopp

Sein Orchester hatte einen speziellen Aufbau im Vergleich zum heutigen Konzertorchester. Die Gruppe der Streicher war recht klein im Vergleich zur Gruppe der Bläser. Außerdem verwendete Lumbye eine Menge von Geräuschgeräten, Glocken und Zithern usw. 
Sein beliebtestes Musikstück ist der Champagner-Galopp, ein Orchesterstück, das er zur Feier des zweiten Jahrestages des Tivoli im Jahr 1845 komponierte. Gemeinsam mit seinem Telegraphen-Galopp und dem Kopenhagen-Dampfeisenbahn-Galopp wurde es in den Dänischen Kulturkanon 2006 als Meisterwerk der dänischen klassischen Musik aufgenommen.
Die Traumbilder, die Konzertpolka für 2 Violinen (von seinen Söhnen uraufgeführt), Krolls Ballklänge, der Amalienwalzer oder Mon Salut à St. Petersbourg sind Beispiele seiner Produktion. Beim Neujahrskonzert der Wiener Philharmoniker 2024 wurde Lumbyes Galopp Glædeligt Nytaar! (deutsch: Frohes Neues Jahr!) neben Werken der Familie Strauß gespielt. 
Man hat Lumbye den Strauß des Nordens genannt. Es wird erzählt, dass Strauß Senior eines der Konzerte Lumbyes in Wien 1844 besuchte, und nach dem Konzert zeigte er sich begeistert. Der französische Komponist Hector Berlioz soll folgendes gesagt haben: „Seine Walzer sind nicht nur anziehend und schön, aber zugleich wohlgeschrieben und gut instrumentiert … ohne Charlatanerei.“ Die Wahrheit ist, dass Lumbye von Strauß inspiriert wurde, aber er verwertete seine Inspiration anders als die Wiener Komponistenfamilie.